# La Valise (nouvelle)
Pour les articles homonymes, voir valise (homonymie).
La Valise (en russe : Чемодан) est un recueil de nouvelles de l'écrivain Sergueï Dovlatov, paru en 1986 aux éditions Hermitage (Ann Arbor). En Russie, le livre est paru d'abord à la maison d'édition Moskovski rabotchi (ru) en (1991). En 2013, ce recueil a été inclus dans la liste (par ordre alphabétique : no 42, deuxième colonne) établie par le ministère de l'Éducation et de la Science de la Russie 100 livres pour les élèves en fédération de Russie à titre d'incitation à la lecture personnelle.

## Contenu
Le héros du récit se prépare à quitter l'URSS pour les États-Unis et n'emporte avec lui qu'une petite valise en carton. En arrivant à New-York, il la jette dans un placard sans l'ouvrir. Quatre années plus tard, il l'ouvre et y trouve : un costume convenable, une chemise en popeline, des chaussures enveloppées dans du papier, un blouson en velours côtelé, une chapka en faux chat, trois paires de chaussettes finlandaises, des gants d'automobiliste, un ceinturon d'officier en cuir. Chacun de ces objets devient une occasion de se remémorer des souvenirs.

### Les chaussettes finlandaises
Dans une situation financière difficile, le héros de l'histoire accepte de s'associer avec un ami pour acheter à des finlandaises un lot de chaussettes finlandaises synthétiques qui sont fort demandées en URSS. Ils pourraient les écouler à trois roubles par pair. Malheureusement, l'industrie soviétique se met subitement à inonder les magasins de chaussettes similaires pour quatre-vingt kopecks. Les chaussettes finlandaises deviennent invendables. Seule consolation : leur étiquette Made in Finland.

### Les chaussures du maire
Le héros entre dans la brigade des tailleurs de pierre chargée d'exécuter un bas-relief représentant Lomonossov pour la station de métro éponyme. À l'achèvement des travaux se tient un banquet. Le narrateur se trouve à la même table que le maire Alexandre Sizov et remarque que celui-ci a enlevé ses souliers sous la table. Il les attire à lui et les place dans une mallette dont il a la garde.

### Un costume croisé convenable
À la rédaction du journal arrive un suédois nommé Arthur. Le lendemain le narrateur est invité à la direction où le directeur lui explique qu'Arthur est probablement un espion. Pour l'approcher le directeur conseille au narrateur d'aller au théâtre avec lui. Mais le narrateur n'a pas de costume et cela lui manque pour ses activités depuis longtemps. Finalement le directeur veille à lui acheter un costume croisé à double boutonnage dans un grand magasin local.

### Le ceinturon d'officier
L'action se déroule pendant le service militaire du narrateur. Un jour, l'adjudant-chef l'envoie conduire un zek à l'hôpital psychiatrique de Losser à quelques kilomètres du camp. Un collègue dénommé Tchouriline l'accompagne pour garder du prisonnier. Tchouriline s'est procuré un ceinturon d'officier dont il recouvre de plomb, par soudure, le laiton de la boucle. Quand une bagarre éclate, ce ceinturon devient une arme redoutable qui fuse par-dessus les têtes.

### La veste de Fernand Leger
Le narrateur se souvient de ses nombreuses années d'amitié avec la famille de l'acteur russe Nikolaï Tcherkassov. Après la mort de cet "Artiste du peuple", sa veuve Nina Tcherkassova va à Paris, y rencontre des célébrités et revient avec des cadeaux. Pour Dovlatov, elle a ramené une vieille veste de velours côtelé, dont les coudes sont usés et qui a perdu des boutons. Près du col et sur une manche apparaissent des taches de peinture à l'huile. Il s'avère que ce cadeau est la veste qui a appartenu à Fernand Leger. Nina est une amie de la femme du peintre et à la mort de son mari, elle a pris la veste et l'a lui a donnée en disant que « Fernand lui avait fait promettre qu'elle serait toujours l'amie de la canaille... ».

### La chemise en popeline
Le 18 février, jour des élections, une agitatrice politique passe chez Doblatov pour l'inciter à voter. Au lieu d'aller voter, Dovlatov va au cinéma avec elle voir L'Enfance d'Ivan d'Andreï Tarkovski. Après le cinéma, ils vont à la Maison des gens de lettres, où Sergueï fait la connaissance de sa femme Lena (qui est cette agitatrice politique). Elle est la première à parler d'émigration. Le narrateur décide de rester en URSS parce qu'il « n'a pas encore atteint le seuil fatal ». Peut-être inconsciemment aspire-t-il à la répression. « Un intellectuel russe qui n'a pas fait de prison ne vaut rien... ». Avant de partir, sa femme lui offre une chemise d'importation roumaine en popeline.

### La chapka
Avec son cousin Boria, le héros va à l'hôtel Sovietskaïa où les attendent trois femmes venues de Lvov tourner un film documentaire. Après la réception, l'une d'elles, Rita, demande de l'accompagner à l'aéroport où elle doit rencontrer son directeur de production. À la station de taxis éclate une bagarre pour une place. La police intervient. Puis c'est le centre de traumatologie pour les blessés. Finalement, ils se retrouvent dans un snack-brochette. Dovlatov rentre enfin chez lui coiffé d'une nouvelle chapka en poil de chat.

### Les gants d'automobiliste
Dovlatov a accepté de jouer le rôle principal dans le film d'amateur que lui a proposé le journaliste Schlippenbach. Il doit jouer le rôle de Pierre Ier le Grand, qui revient vivre à l'époque actuelle et est surpris par les nouveaux aspects du monde. Au studio, on lui trouve une perruque noire, un pourpoint, un chapeau, des gants « aux manchettes évasées, comme en portaient les premiers automobilistes russes ». L'une des scènes doit être tournée près d'un stand de bière où les poivrots ne manquent pas. Les craintes du narrateur déguisé consistent en ce que, avec de tels vêtements, on le prenne pour un idiot. Mais ses craintes ne sont pas justifiées et personne ne marque le moindre étonnement.

## Histoire de la publication
Lettre de Dovlatov à Igor Markovitch Efimov

« Cher Igor ! Si, pour des raisons esthétiques ou commerciales, vous ne voulez pas publier un tel livre, ne vous sentez pas liés par des promesses et des arrangements »

— Lettre de Dovlatov du 18 décembre 1985
Selon l'écrivain Valeri Popov (en), Dovlatov a donné le manuscrit de La Valise à Igor Efimov « non encore emballé ». Les discussions ont commencé pour savoir s'il convenait d'éditer le recueil de récits sous forme d'un petit ouvrage distinct ou s'il fallait l'inclure à une autre nouvelle .
Dans une lettre à Dovlatov, datée de mars 1985, Igor Efimov écrit qu'il aime particulièrement les récits La veste de Fernand Léger et La chapka. Mais l'éditeur note aussi qu'en raison du rappel constant des noms propres, il a le sentiment qu'il s'agit de refrains.
En réponse à cette lettre de l'éditeur, Dovlatov lui propose deux esquisses : l'une pour la couverture et une pour le résumé : « Au centre du nouveau livre de Dovlatov, une valise usagée et ordinaire, avec lequel l'émigrant Dovlatov a quitté sa patrie ».
Durant les négociations entre l'auteur et l'éditeur, l'auteur manifeste le souhait qu'il n'y ait pas de préface en tête de son livre. Efimov répond que l'article d'introduction sera supprimé et que : «…nous publierons La Valise exactement sous la forme et la composition qui vous apportera du plaisir ».
L'ouvrage est précédé d'une épigraphe librement empruntée au poète Alexandre Blok : « Même ainsi, ma Russie, tu m'es de tous les pays le plus cher » .
Les versions italiennes et françaises de La Valise (Éditions du Rocher pour la version française de 2001) sont suivies d'une postface originellement en langue italienne écrite par Laura Salmon, traductrice et slavisante qui a fait découvrir l'œuvre de Dovlatov en Italie sous le titre : Ce monde disparu Dieu sait où .

## Particularités littéraires
Galina Dobrozakova, auteure de la monographie Sergueï Dovlatov : dialogue avec les classiques et les contemporains, considère que le sujet principal de La Valise est l'absurdité de la vie en Union soviétique. Le mot valise dans ce contexte n'a plus seulement son sens courant, il devient le réceptacle de la plus grande partie de la vie psychologique du héros narrateur.
Le poète russe Sergueï Gandlevski (es) en direct sur Radio Free Europe remarque que « certaines des blagues du recueil La Valise n'auraient pas été comprises par des lecteurs de l'époque de Tchekhov et elles ne deviennent compréhensibles qu'après l'époque de Mikhaïl Zochtchenko (mort en 1958) ».
Le professeur à l'université d'État de Moscou Andreï Rantchine, analysant la nouvelle Les gants d'automobiliste considère que par son genre, ce dernier épisode du recueil de nouvelles se caractérise par un sujet typique de la poétique des récits.
L'écrivain Andreï Arev constate que dans la nouvelle Les gants d'automobiliste, ceux qui sont dans la queue pour arriver au stand de bière n'ont pas une psychologie d'esclave. Pour Dovlatov, le dernier de ces hommes est plus pur d'esprit que « celui qui considère ses conceptions comme vraies, sans les remettre en cause ».
La traductrice italienne de l'oeuvre de Dovlatov, Laura Salmon, auteure de la postface de l'ouvrage, voit dans celui-ci :« une alternative à la colère de Soljenitsyne ». L'approche de la Russie par Dovlatov s'interdit toute récrimination. Cela tient à son caractère à la fois tranquille et malicieux. Elle remarque aussi qu'en Russie tout émigrant n'avait droit qu'à trois valises quand il quittait le pays. Dovlatov découvre finalement que tout ce qu'il a accumulé au cours de sa vie en Russie tient facilement en une seule valise.